# Liste der Stolpersteine in Marbach am Neckar
In der Liste der Stolpersteine in Marbach am Neckar sind
beide
Stolpersteine aufgeführt, die im Rahmen des Projekts des Künstlers Gunter Demnig bislang in Marbach am Neckar verlegt wurden.

## Stolpersteine
Die Tabelle ist teilweise sortierbar; die Grundsortierung erfolgt alphabetisch nach dem Verlegeort. Die Spalte Person, Inschrift wird nach dem Namen der Person alphabetisch sortiert.
| Bild | Person, Inschrift | Verlegeort                                                 | Verlege- datum | Information |
| ---- | --- | ---------------------------------------------------------- | -------------- | --- |
|      | HIER WOHNTE ADOLF STIRM JG. 1903 BIBELFORSCHER VERHAFTET 1937 FESTUNG GERMERSHEIM 1938 DACHAU 1939 MAUTHAUSEN ERMORDET 14.2.1940                         | Marbach am Neckar, Lange Straße 15 (Rielingshausen) (Lage) | 29. Juni 2019  | Im Herbst 2018 beantragten die Grünen im Marbacher Gemeinderat, einen Stolperstein für Adolf Stirm zu setzen. Als Angehöriger der Zeugen Jehovas ist er im KZ Mauthausen umgekommen. Nach abgeschlossenen Recherchen wurde die Stolpersteinverlegung im Ortsteil Rielingshausen am 29. Juni 2019 vorgenommen. |
|      | HIER WOHNTE PAULINE STIEGLER JG. 1906 EINGEWIESEN 15.5.1933 LANDESFÜRSORGEANSTALT MARKGRÖNINGEN ‚VERLEGT‘ 7.8.1940 GRAFENECK ERMORDET 7.8.1940 AKTION T4 | Marbach am Neckar, Niklastorstraße 12 (Lage)               | 24. Nov. 2014  | [ 3 ] [ 4 ] |